# Emmaus-Kirche (Berlin-Zehlendorf)
Die Emmaus-Kirche im Berliner Ortsteil Zehlendorf ist durch ihre hölzerne Einteilung eine dreischiffige Emporenhalle. Sie wurde im Auftrag der Zehlendorfer Kirchengemeinde 1934/1935 nach Plänen von Diez Brandi, einem in Zehlendorf lebenden Architekten, und mit Unterstützung eines eigens gegründeten Kirchenbauvereins errichtet. Das Gotteshaus besitzt ein hohes Satteldach und einen seitwärts stehenden quadratischen Turm mit einem flachen Pyramidendach. Die Kirche steht unter Denkmalschutz.

## Geschichte
Der Bau der Eisenbahn zwischen Berlin und Potsdam ab 1838 brachte dem Berliner Vorort Zehlendorf einen enormen Bevölkerungszuwachs; bis 1903 stieg die Zahl auf über 10.000 Einwohner. Durch den Bau der heutigen Linie U3 der Berliner U-Bahn vom Wittenbergplatz bis zum damaligen Thielplatz (heute: U-Bahnhof Freie Universität [Thielplatz]) im Jahr 1913 wurde diese Entwicklung unterstützt. Nach dem Ende des Ersten Weltkriegs kaufte der Bauunternehmer Adolf Sommerfeld große Geländebereiche am Rand des Grunewaldes, um dort Siedlungen errichten zu lassen. Die neuen Siedlungen aus Reihenhäusern und Geschosswohnungsbauten sollten die seit dem Ersten Weltkrieg immer stärker werdende Wohnungsnot in Berlin lindern, Mitte der 1920er Jahre fehlten mehr als 150.000 Wohneinheiten.
Die Kirchengemeinde Zehlendorf hatte 1860 ihre Selbstständigkeit erhalten. Im Jahr 1905 wurde die Pauluskirche in Dienst genommen, da die Kapazität der Dorfkirche Zehlendorf nicht mehr ausreichte. 1912 erhielt die Villensiedlung am Schlachtensee mit der Johanneskirche einen eigenen Gottesdienstraum. Die Kirchengemeinde Zehlendorf zählte Anfang 1928 mehr als 28.000 Gemeindeglieder.
Die Zehlendorfer Kirchengemeinde hatte 1927 einen Bauplatz von 4800 m2 für die geplante Errichtung einer weiteren Kirche erworben. Am hinteren Ende wurde eine Holzbaracke aufgestellt, die als Gemeindesaal diente und am Heiligabend 1928 eingeweiht wurde. Im „Nordsaal“, wie das Gebäude genannt wurde, fanden ab Sommer 1929 eigene Sonntagsgottesdienste statt. Viele Gemeindeglieder mieden den Nordsaal, weil ihnen der Bau zu primitiv war, sie besuchten lieber die Kirchen in Dahlem, Zehlendorf-Mitte oder Schlachtensee.
Für den geplanten Kirchenbau wurde 1930 ein Architektenwettbewerb ausgeschrieben, an dem sich nur evangelische Zehlendorfer Architekten beteiligen durften. Die inhaltlichen Vorgaben verlangten Entwürfe, die neben der Kirche auch ein Gemeindehaus, einen Kindergarten und Wohnungen für Pfarrer, Gemeindeschwester und Kirchwart enthalten sollte. Der Altar und die Kanzel sollten im Kirchenraum von überall gut sichtbar sein. Von den 104 eingegangenen Entwürfen ging Diez Brandi als Sieger hervor. Er sah die Gruppierung der verschiedenen Bauten um einen Innenhof vor, der von der Straße abgeschirmt war und die Möglichkeit zu Veranstaltungen im Freien bot.
Die Weltwirtschaftskrise verhinderte die schnelle Umsetzung der Baupläne. Erst mit der neuen Arbeitsmarktpolitik wurde am 21. März 1934 ein zinsloser Kredit der öffentlichen Hand über 200.000 Mark (kaufkraftbereinigt in heutiger Währung: rund 1.086.000 Euro) für den Kirchenbau gewährt. Die Bauplanungen mussten aber an die verfügbare Kreditsumme angepasst werden, weshalb auf die Ergänzungsbauten verzichtet wurde. Dafür wurde die Kirche um zwei Funktionsräume erweitert: Die Vorhalle der Kirche wurde zu einem Gemeindesaal erweitert und im ersten Geschoss hinter der Empore ein Konfirmandensaal eingeplant. Die aus dem Wettbewerbsentwurf übernommene Lage der Kirche an der vorderen Ecke des Grundstücks ließ eine spätere Erweiterung der Bebauung zu. Das zweigeschossige Gemeindehaus mit Gemeindesaal und Gemeindebüro und das Jugendhaus konnten erst 1961 von Hansrudolf Plarre errichtet werden, wodurch der Nordsaal beseitigt wurde.
Noch im Sommer 1934 war im Hinblick auf den Neubau immer nur von der „Nordkirche“ die Rede. Der Gemeindekirchenrat hatte im Juni 1934 beschlossen, die Kirche nach Ernst Moritz Arndt zu benennen. Die Namensgebung war seinerzeit ein Votum gegen die Ablehnung des Christentums durch die Nationalsozialisten. Für die damaligen Verantwortlichen in der Gemeinde war Arndt der Kronzeuge dafür, dass man sehr wohl Christ und Patriot sein konnte.
Der Gemeindebezirk gehörte bis 1949 zur Kirchengemeinde Zehlendorf und wurde dann selbstständig. Die neue Gemeinde wurde nach der Kirche „Ernst-Moritz-Arndt-Kirchengemeinde“ benannt.
Am 6. Mai 2019 entschied der zuständige Gemeindekirchenrat in einer Abstimmung mit 6 zu 4 Stimmen, Kirche und Gemeinde aufgrund von „militant-nationalistischen und judenfeindlichen Äußerungen“ Ernst Moritz Arndts umzubenennen. Nach Abschluss eines ausführlichen Namensfindungsprozesses führen Kirche und Gemeinde seit Ostern 2022 die Namen „Ev. Emmaus-Kirchengemeinde“ und „Emmaus-Kirche“.

## Architektur
Brandi nahm in seiner Architektur Einflüsse der konservativen Heimatschutzarchitektur und der Neuen Sachlichkeit auf, zweier Stilrichtungen, die schlichte Formen betonten und historisierende Dekorationen ablehnten. Für ihn waren barocke Predigtkirchen Vorbilder. Der mit orangeroten Ziegeln verblendete Mauerwerksbau hat einfache Fassaden mit schlanken Rechteckfenstern. Der Glockenturm wird von einer achteckigen offenen Laterne über hohen Schallöffnungen bekrönt. Der Kirchenraum ist durch hölzerne Stützen, die bis zur waagerechten, bemalten Holzdecke reiche, in drei Schiffe geteilt, die Stützen tragen auch die hölzernen seitlichen Emporen, die die Seitenschiffe ausfüllen. Die flache, rechteckige Altarnische liegt im Westen. Der Ostseite vorgelagert ist ein größerer Eingangsraum für kleinere Veranstaltungen.
Die äußerste Sparsamkeit bei der Ausführung war für viele Gemeindemitglieder gewöhnungsbedürftig. Erst nach dem Zweiten Weltkrieg verlor sich die Erwartung, eine Kirche müsse möglichst prächtig sein.

## Ausstattung

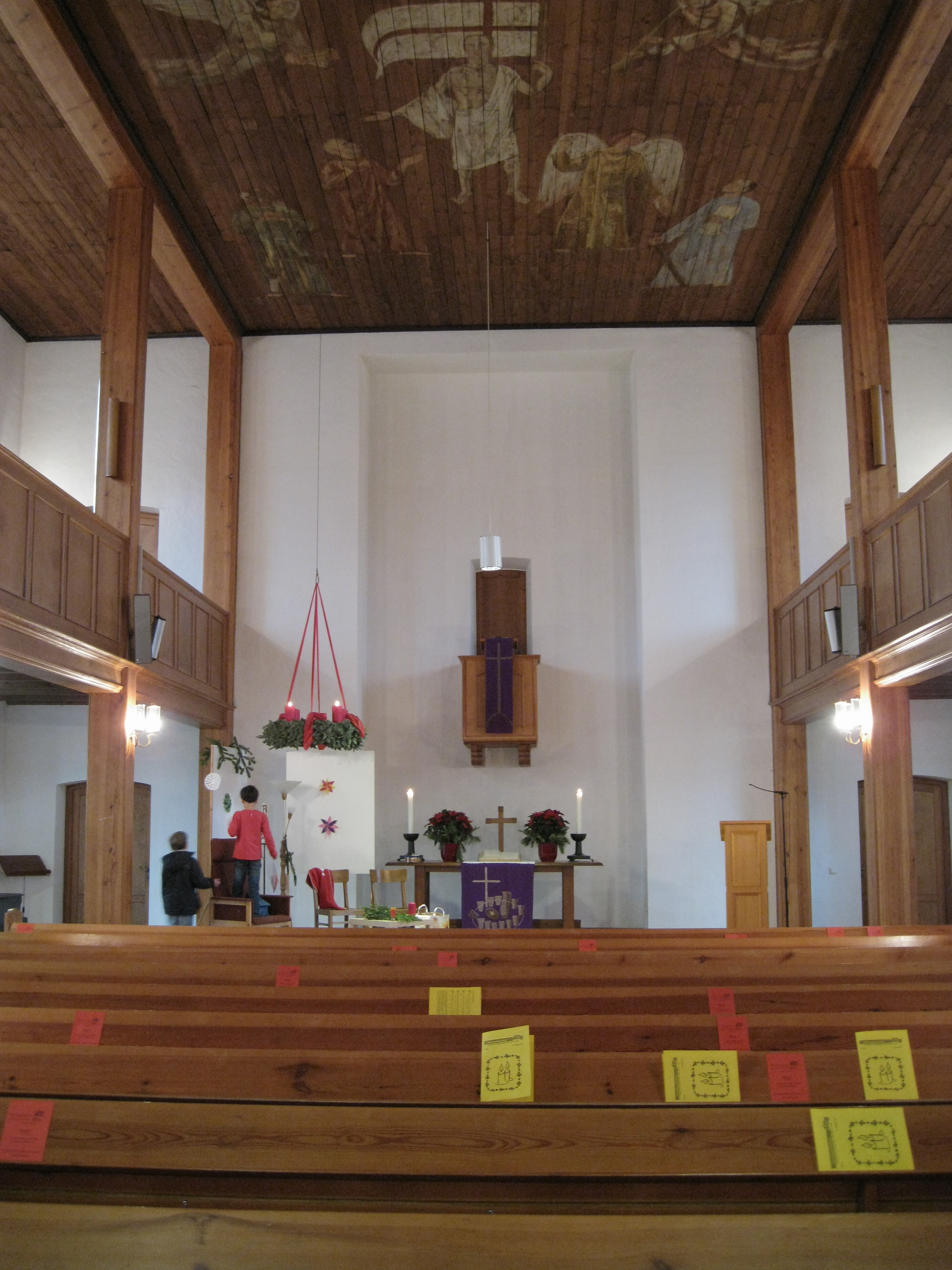
Mittelschiff zum Altar

Bei Baubeginn war die Ausgestaltung des Kircheninneren noch nicht klar. Laut Baubeschreibung sollten auf den Wand- und Deckenflächen farbige Bildwerke entstehen. Das auffälligste Ausstattungsmerkmal war und ist die großflächige Deckenmalerei mit biblischen Szenen im Kirchenraum.
Für den Gottesdienstraum und die Nebenräume beschaffte der Kirchenbauverein weitere Ausstattungsstücke. Hinter dem schlichten, hölzernen Altartisch, auf dem zwei bronzene Leuchter stehen, wurde ein rund 2 1⁄2 Meter hohes Kruzifix errichtet. Die Taufschale wurde im Altarbereich aufgestellt. Die hölzerne Kanzel ist, wie oft in Dorfkirchen, in die Rückwand der Kirche eingelassen. Der Kirchsaal wurde mit einem großformatigen Gemälde geschmückt, das Ernst Moritz Arndt zeigt. Heute hängt es im Gemeindehaus. Die Sakristei wurde früher als Tauf- und Traukapelle genutzt.
Unter der Leitung des Architekten Ludolf von Walthausen wurde 1964/1965 das Innere der Kirche in Ausstattung und Farbe stark verändert. Dabei wurde das nahe dem Altarbereich liegende Fenster an der Südseite bis zum Boden vergrößert, um der Taufe besseres Licht zu gewähren. Der Blockaltar wurde durch eine Mensa ersetzt und die Kanzel erneuert. Die Wände und die Kirchenbänke wurden zum Teil farbig gestrichen und dabei Wandmalereien übertüncht.
Im Jahr 1975 wurde der ursprüngliche Zustand hinsichtlich der Farbgebung von Wänden und Bänken weitgehend wiederhergestellt.

## Glocken
Die ursprünglichen vier Bronzeglocken von 1935 wurden im Krieg eingeschmolzen. Im Turm hängen heute drei Bronzeglocken, hergestellt von der Glockengießerei Schilling & Söhne aus Apolda, von denen die mittlere von der American Church in Berlin gestiftet wurde, die die Kirche seit 1946 mit nutzte:
| Glocke | Schlagton | Gussjahr | Gewicht | Durchmesser | 0Höhe0 | Kronen-Höhe | Inschrift |
| ------ | --------- | -------- | ------- | ----------- | ------ | ----------- | --- |
| 1      | cis′      | 1958     | 665 kg  | 85 cm       | 95 cm  | 18 cm       | GOTTES WORT UND DER CHRISTEN GEBET ERHALTEN DIE WELT +                                                                                         |
| 2      | gis′      | 1948     | 444 kg  | 75 cm       | 85 cm  | 15 cm       | JESUS SAID: IF YE. CONTINUE IN MY WORD, THEN ARE YE. MY DISCIPLES AND YE. SHALL KNOW THE TRUTH AND THE TRUTH SHALL MAKE YOU FREE, JOHN 8:31-32 |
| 3      | ais′      | 1948     | 237 kg  | 70 cm       | 60 cm  | 13 cm       | JESUS CHRISTUS GESTERN UND HEUTE UND DERSELBE AUCH IN ALLE EWIGKEIT, HEBR. 13,8                                                                |

## Orgel
Im Jahr 1906 gingen von Albert Schweitzer im Orgelbau Reformtendenzen aus. Die Orgelbewegung hatte das Ziel, die Orgel der Romantik, wie sie Wilhelm Sauer zur höchsten Blüte geführt hatte, abzulösen. Albert Schweitzer propagierte die barocke Orgel als Ideal, nachdem er auf einer von Arp Schnitger ein Werk von Johann Sebastian Bach gespielt hatte. Ab 1911 begannen Orgelbauer mit barocken Orgelbaukonzepten zu experimentieren. Die Orgel der Ernst-Moritz-Arndt-Kirche, entworfen vom Organisten Wolfgang Auler, wurde von Alexander Schuke Potsdam Orgelbau erstmals als mechanisches Instrument mit weitgehend barocker Disposition und Schleifladen gebaut. Die Registertraktur ist elektrisch. Der Prospekt ist modern und schnörkellos. Die Pfeifen sind ohne Gehäuse offen aufgestellt. Die Orgel wurde in der ersten Jahreshälfte 1935 gebaut und zusammen mit der Kirche am 16. Juni 1935 eingeweiht. 1965 hat die Berliner Orgelbauwerkstatt Karl Schuke das Instrument nachintoniert, 1986 und 2005 wurde es überholt.
Die Disposition der Orgel:
| I Hauptwerk C–g3 |        |
| Principal        | 08′    |
| Gedackt          | 08′    |
| Oktave           | 04′    |
| Spitzflöte       | 04′    |
| Rohrnasat        | 02 ⁄3′ |
| Oktave           | 02′    |
| Mixtur IV        |        |
| Dulcian          | 16′    |
| Trompete         | 04′    |

| II Brustwerk C–g3 |        |
| Rohrflöte         | 8′     |
| Ital. Principal   | 4′     |
| Quintadena        | 4′     |
| Waldflöte         | 2′     |
| Salicet           | 2′     |
| Terz              | 1 3⁄5′ |
| Quinte            | 1 ⁄3′  |
| Cymbel III        |        |
| Regal             | 8′     |
| Tremulant         |        |

| Pedal C–f1      |     |
| Untersatz       | 16′ |
| Hohlflöte       | 08′ |
| Gemshorn        | 04′ |
| Rauschpfeife IV |     |
| Posaune         | 16′ |
| Trompete        | 08′ |
| Regal           | 02′ |
| Tremulant       |     |

- Koppeln: II/I, I/P

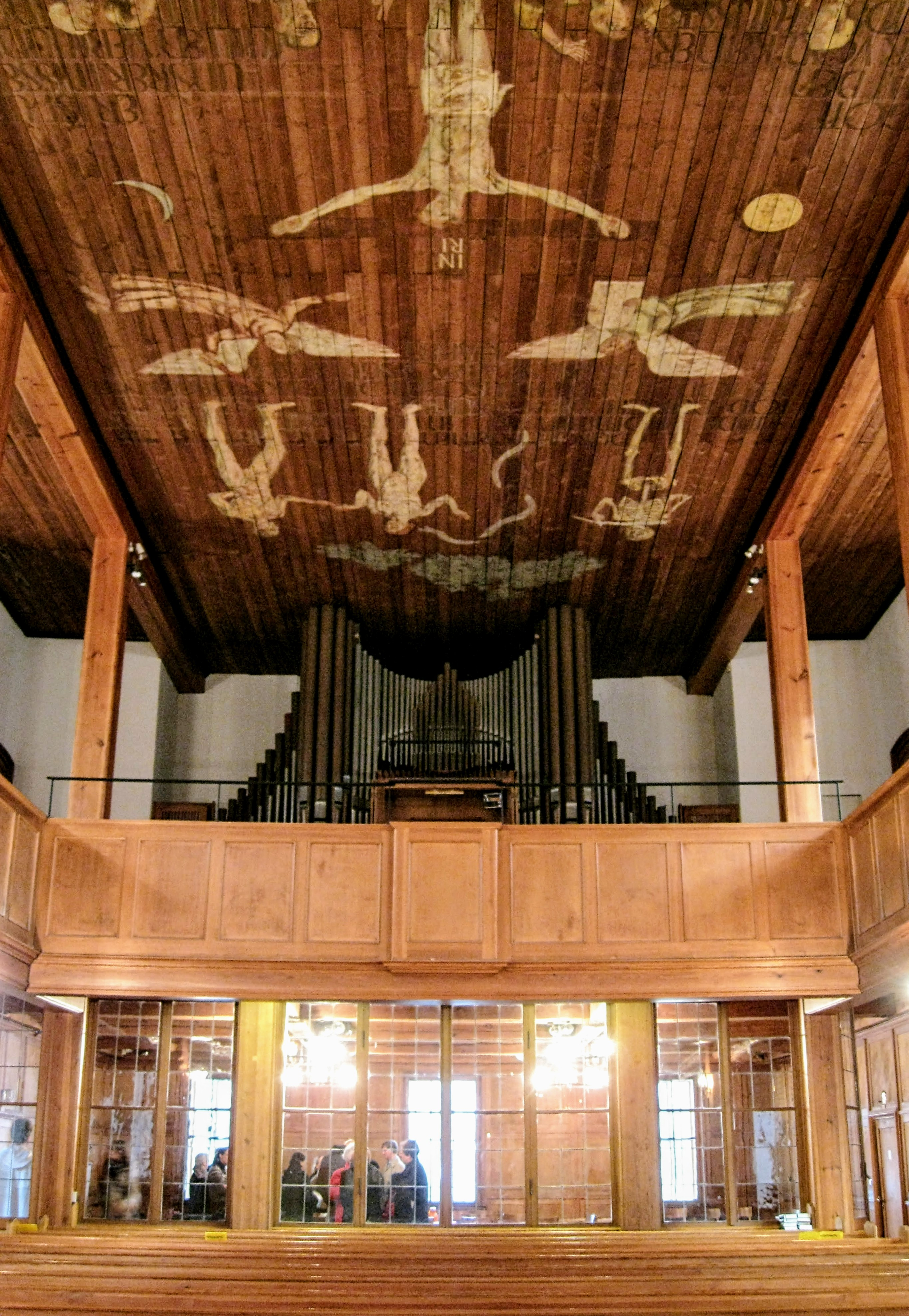
Orgelempore und Seitenemporen

- Spielhilfen: 2 feste Kombinationen, Tutti